# Lyssomanes amazonicus
Lyssomanes amazonicus là một loài nhện trong họ Salticidae.
Loài này thuộc chi Lyssomanes. Lyssomanes amazonicus được Peckham & Wheeler miêu tả năm 1889.